# Laštovičky
Laštovičky (německy Laschtowitschek, Schwalbenfeld) je malá vesnice, část obce Rousměrov v okrese Žďár nad Sázavou. Nachází se asi 1,5 km na severozápad od Rousměrova. V roce 2009 zde bylo evidováno 15 adres. V roce 2001 zde trvale žilo 39 obyvatel.
Laštovičky leží v katastrálním území Rousměrov o výměře 5,43 km2.
Prochází tudy železniční trať Brno – Havlíčkův Brod, na které je zřízena zastávka Laštovičky, a silnice I/37.

## Galerie

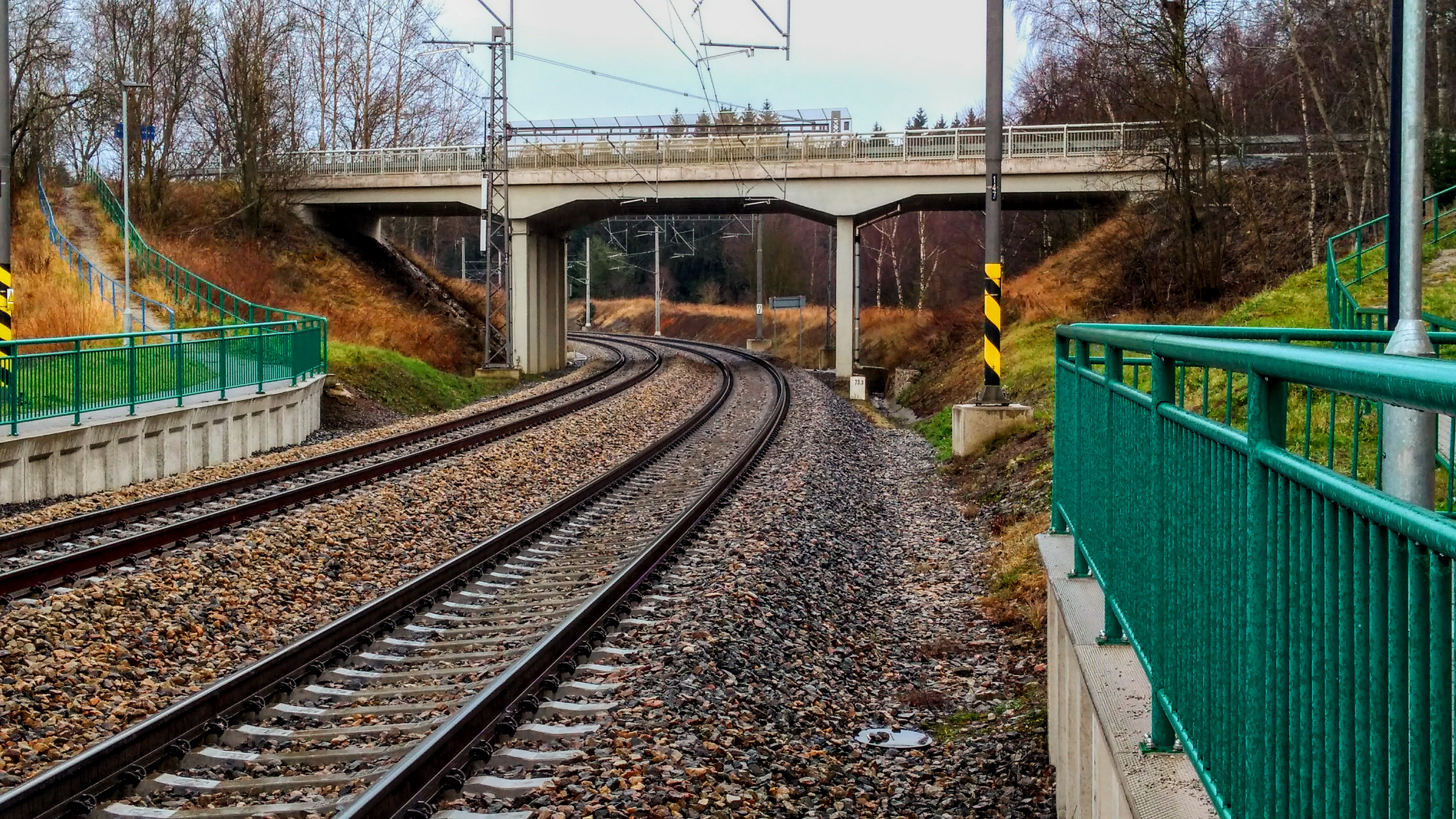
Železniční trať u zastávky Laštovičky.